# Geghanusj
Geghanusj (armeniska: Գեղանուշ) är ett vattendrag i Armenien. Det ligger i provinsen Siunik, i den sydöstra delen av landet, 200 kilometer sydost om huvudstaden Jerevan.
Omgivningarna runt Geghanusj är en mosaik av jordbruksmark och naturlig växtlighet. Runt Geghanusj är det ganska glesbefolkat, med 42 invånare per kvadratkilometer.